# Oblivion (Film)
Oblivion (englisch əˈblɪvɪən für Vergessen, Vergessenheit) ist ein US-amerikanischer Science-Fiction-Film aus dem Jahr 2013, der unter der Regie von Joseph Kosinski entstand. In einem postapokalyptischen Szenario ist die Erde durch einen Krieg zwischen Menschen und Außerirdischen verwüstet und nahezu unbewohnbar. Nur einige Drohnen und Techniker befinden sich noch dort, um den Abbau wichtiger Ressourcen zu überwachen.

## Handlung
Im Jahr 2077 ist die Erde nach einem Krieg mit Außerirdischen, den sogenannten Plünderern, welche die Erde 60 Jahre zuvor attackiert hatten, unbewohnbar und entvölkert. Während des Krieges zerstörten die Außerirdischen den Mond, was eine Reihe von Naturkatastrophen wie Erdbeben und Tsunamis verursachte. Große Teile der Menschheit wurden dadurch ausgelöscht. Anschließend erfolgte eine Invasion, die zwar von den Menschen durch den Einsatz von Nuklearwaffen zurückgeschlagen werden konnte, doch der Planet wurde dabei völlig verwüstet und weitgehend verstrahlt; die Überlebenden wurden auf den Saturnmond Titan und auf eine Raumstation umgesiedelt, die sich in einer Erdumlaufbahn befindet und aufgrund ihrer tetraedrischen Bauform Tet genannt wird. Lediglich eine Handvoll Menschen ist auf der Erdoberfläche zurückgeblieben und kümmert sich, von Tet aus befehligt, um die Förderung ihrer Ressourcen.
Der Drohnenmonteur Tech-49 Jack Harper und seine Partnerin Victoria, genannt Vika, wohnen als Paar im einsam gelegenen Kontrollturm 49. Jack ist für die Reparatur von Kampfdrohnen zuständig; diese dienen dem Schutz der gewaltigen Deuteriumspeicher, die dem Meer Wasserstoff entziehen und so die Energieversorgung von Tet und der Menschen auf dem Titan sicherstellen. Der Schutz ist notwendig, da noch einige versprengte Plünderer auf der Erde leben und die Ressourcengewinnung sabotieren. Vika koordiniert vom Turm aus Jacks Außeneinsätze, die er mit seinem Fluggerät unternimmt, und warnt ihn vor drohenden Gefahren durch Plünderer. Dabei untersteht sie einer Kommandantin namens Sally, die von der Raumstation aus alle Aktivitäten der beiden überwacht und steuert. Die Konstellation erzeugt jedoch auch Spannungen: Jack will die Erde nicht loslassen und missachtet daher gelegentlich die Vorschriften. Vika hingegen verhält sich vorschriftsgemäß; ihr Ziel ist das in zwei Wochen anstehende Ende der Arbeitszeit auf der Erde, das mit einem Leben auf dem Titan belohnt werden soll. Das Gedächtnis beider ist vorschriftsmäßig gelöscht worden, damit Feinden im Falle der Gefangennahme keine Informationen in die Hände gelangen. Jack erinnert sich jedoch immer wieder an Szenen aus der Zeit vor dem außerirdischen Angriff, in denen eine ihm unbekannte Frau vorkommt.
Bei einem seiner Einsätze gerät Jack in eine Falle der Plünderer. Gerettet wird er von einer erst in letzter Sekunde eintreffenden Kampfdrohne, die von Vika angefordert wurde. Er bemerkt ein verändertes Verhalten der Plünderer, die ihn offenbar nicht töten, sondern gefangen nehmen wollen.
Am anderen Morgen werden Jack und Vika durch die Explosion eines Deuterium-Extraktors geweckt, Folge eines weiteren Anschlags der Plünderer. Bei einem Patrouillenflug beobachtet Jack den Absturz eines Raumschiffs. Der Absturzort liegt auf Koordinaten, die zuvor von einem Plünderersignal gesendet wurden. Als Jack die Absturzstelle erreicht, findet er überlebende Menschen in Schlafkapseln vor. Eintreffende Kampfdrohnen töten diese jedoch. Jack kann nur eine der Überlebenden retten, indem er sich einer Drohne in den Weg stellt. Die gerettete Frau heißt Julia und ist die Frau aus Jacks Träumen. Sie kennt ihn mit Namen, obwohl sie 60 Jahre in der Schlafkapsel im sogenannten Delta-Schlaf verbracht hat. Sie ist dabei nicht gealtert. Vika und Jack versorgen sie auf dem Kontrollturm medizinisch. Vika sieht jedoch in ihr eine Nebenbuhlerin. Julia überredet Jack gegen Vikas Willen zur Bergung ihres Flugschreibers. Sie finden ihn am Absturzort des Raumschiffs, werden dann aber von den Plünderern gefangen genommen.
In ihrem unterirdischen Versteck enthüllen die Plünderer ihren Gefangenen, dass sie keine Außerirdischen sind, sondern Menschen, welche die Raumstation Tet vernichten wollen. Ihr fremdartiges Aussehen rührt von der Verwendung von Tarntechnologie her, mit der sie die Drohnen täuschen. Diese seien nicht programmiert, Außerirdische zu töten, sondern Menschen. Jack, der sich als Techniker mit den Kampfdrohnen auskennt, soll nun eine gekaperte Kampfdrohne umprogrammieren, damit diese einen Thermonuklearsprengsatz, bestehend aus einem Plutoniumreaktor und zehn Brennstoffzellen, zu Tet fliegt, um die Raumstation zu sprengen. Der Reaktor stammt aus dem Raumschiff, das Julia auf die Erde gebracht hat und dessen Landung von den Plünderern veranlasst wurde, weil sie dessen waffenfähiges Plutonium benötigen. Jack glaubt den Plünderern nicht und weigert sich, die Drohne umzuprogrammieren. Daraufhin wird er vom Anführer Malcolm Beech mit dem Ratschlag entlassen, er solle in den verbotenen Zonen, den angeblich verstrahlten Gebieten, nach der Wahrheit suchen.
Julia eröffnet Jack, dass sie seine Ehefrau ist. Die beiden sollten vor 60 Jahren als Astronauten gemeinsam einen Raumflug zum Saturnmond Titan antreten, der aber nicht stattfand, weil sich ein außerirdisches Raumschiff – der Tet – der Erde näherte und sie stattdessen dieses erkunden sollten. Jacks Erinnerungen an Julia werden zunehmend konkreter. Vika bemerkt dies; aus Eifersucht und um ihren Transit zum Titan nicht zu gefährden, meldet sie Jack bei der Zentrale. Wenige Momente später wird sie von einer Drohne getötet, die sich zur Reparatur im Kontrollturm befindet. Bevor die Drohne auch Jack töten kann, wird sie von Julia abgeschossen. Sally aus der Kommandozentrale bezeichnet Vikas Tötung gegenüber Jack als technischen Fehler. Sie erteilt ihm den Befehl, Julia zu Tet zu bringen.
Jack und Julia fliehen und werden kurze Zeit später von drei Drohnen verfolgt. Sie können zwei der Drohnen ausschalten, ihr Fluggerät wird jedoch beschädigt und sie müssen in einer Wüste notlanden, die sich in der angeblichen Strahlungszone befindet. Überrascht stellen sie fest, dass sie ohne Schaden überleben können, anstatt, wie ihnen beigebracht wurde, augenblicklich innerlich zu verbrennen. Die letzte Drohne stürzt unweit von ihnen ab und wird kurz darauf von einem anderen Techniker gefunden, in dessen Einsatzgebiet sich die Drohne offenbar befindet. Jack muss feststellen, dass er und der andere Techniker, Tech-52, identische Klone sind. Jack versucht, den anderen zu überzeugen, dass die Drohne abgeschaltet werden muss, aber der ebenfalls überraschte Tech-52 hält Jack mit seiner Waffe in Schach. Als er Julia erblickt, tauchen ebenfalls Erinnerungen an sie in ihm auf. Diesen Moment der Ablenkung nutzt Jack, um Tech-52 anzugreifen. Im Handgemenge, bei dem der andere Jack die Abschaltung der Drohne verhindern will, löst sich ein Schuss, wodurch Julia verletzt wird. Jack überwältigt Tech-52 und nutzt dessen Fluggerät, um medizinische Ausrüstung aus dessen Kontrollturm mit der Nummer 52 zu holen. Hier begegnet er einem Klon von Vika, die ihn für „ihren“ Jack hält und ihn daher gewähren lässt.
Nach der medizinischen Versorgung Julias bringt Jack sie zu einem idyllischen Ort an einem See, den er schon vor einiger Zeit entdeckt, mit allerlei gefundenen Andenken bestückt und hin und wieder heimlich allein besucht hatte. Hier kommen sich Julia und Jack näher. Er entscheidet sich, zu den Widerstand leistenden Menschen zurückzukehren und ihnen zu helfen. Julia begleitet ihn.
Malcolm Beech erzählt ihnen nun die ganze Wahrheit: Das außerirdische Raumschiff Tet nahm vor 60 Jahren den Astronauten Jack Harper und seine Copilotin Victoria gefangen und klonte sie. Später zerstörte es den Mond und schickte anschließend Invasionstruppen aus Tausenden Klonen von Jack auf die Erde. Die Menschheit verlor den Krieg, und nun entziehen die von den Drohnen bewachten Hydrotürme seit mehr als 50 Jahren der Erde ihre Ressourcen. Eine menschliche Zuflucht im Orbit oder auf dem Titan gibt es nicht. Überlebende Menschen halten sich auf der Erde vor den Drohnen versteckt, und die angeblich verstrahlten, unbewohnbaren Gebiete sind in Wahrheit die Kompetenzbereiche der anderen Klone. Beech hatte trotz der Bedenken seines Mitstreiters Sykes bewusst Jack-49 und keinen anderen der Jack-Klone für die Sabotage-Mission ausgewählt und gefangen nehmen lassen, weil Jack-49 bei seinen Einsätzen heimlich Relikte aus vergangenen Zeiten aufgesammelt hat und somit nostalgische Erinnerungen an die Zeit vor dem Angriff der Außerirdischen zu haben scheint.
Jack hilft nun, die gekaperte Drohne mit dem Sprengsatz zu programmieren. Als sie gestartet werden soll, wird der Unterschlupf der Widerstandskämpfer von weiteren Drohnen angegriffen. Der Angriff kann unter hohen Verlusten abgewehrt werden, die für die Bombe bestimmte Drohne wird jedoch zerstört. Jack entschließt sich daher, die Bombe mit seinem Fluggerät zur Kommandostation zu bringen, was von Tet auch zugelassen wird, da Jack ohnehin den Befehl hat, die Überlebende des Raumschiffs dort abzuliefern. Während des Flugs hört er das Sprachprotokoll des geborgenen Flugschreibers ab. Dadurch erfährt er, dass der Astronaut Jack Harper und sein Team, dem seine Copilotin Vika und seine Frau Julia angehörten, vor 60 Jahren den Auftrag hatten, das Objekt Tet zu erkunden. Als ihr Raumschiff von dem Objekt unfreiwillig angezogen wurde, wollte er Julia und den Rest der Crew, die sich im Kälteschlaf befanden, retten und trennte im letzten Moment das Kryo-Schlafmodul des Raumschiffs ab, das danach per Autopilot in eine Erdumlaufbahn gelangte und dort auf ein Landesignal wartete.
Bei Tet angekommen offenbart Jack dessen zentraler Kommandoeinheit Sally, die sich als Maschinenwesen entpuppt und der damaligen Capcom der NASA nachempfunden ist, dass er statt Julia den schwer verletzten Malcolm Beech mitgebracht hat. Jack und Malcolm opfern sich und zünden gemeinsam die mitgebrachte Nuklearbombe, die das fremde Raumschiff zerstört. Die Drohnen auf der Erde, die eben den Unterschlupf der Menschen angreifen, werden nun nicht mehr geleitet und stürzen ab.
Drei Jahre später lebt Julia an dem idyllischen Ort am See, an dem Jack-49 sie vor seinem Flug zu Tet zurückgelassen hat. Sie hat eine zweijährige Tochter, deren Vater Jack-49 ist. Die überlebenden Menschen, die einst gegen die Außerirdischen gekämpft haben, erscheinen dort, angeführt von Sykes; ebenso der Klon Jack-52, der nach der Begegnung mit Julia und Jack-49 drei Jahre lang nach dem Ort am See gesucht hat.

## Hintergrund
Der Film basiert auf dem Konzept einer nie fertiggestellten Graphic Novel von Kosinski und Arvid Nelson. Nach Kosinskis Aussage war die Wahl dieses Mediums aus der Not geboren, da er während des Streiks der Writers Guild of America 2007/08 keinen Drehbuchschreiber engagieren konnte. Nachdem er eine Produktionsgesellschaft für den Film gefunden hatte, bestand für ihn kein Grund mehr, die Graphic Novel fertigzustellen.
Die Rechte für die Verfilmung erwarb im August 2010 zunächst Disney, die auch Kosinskis erste Regiearbeit Tron: Legacy produziert hatten. Später erwarb Universal Pictures die Filmrechte und begann 2012 mit der Produktion des Films.
Die Dreharbeiten erfolgten vom 12. März bis zum 14. Juli 2012 in Island. Das reine Produktionsbudget des Films wird auf 120 Millionen US-Dollar geschätzt. Weltweit spielte der Film über 286 Millionen US-Dollar ein.
Oblivion ist der erste Film, der in der Originalfassung direkt in der neuen Surround-Sound-Technik Dolby Atmos abgemischt und bei dem der 5.1- und 7.1-Ton aus dem Atmos-Ton abgeleitet wird.

## Soundtrack
Die Filmmusik erschien am 9. April 2013 unter dem Namen Oblivion – Original Motion Picture Soundtrack und stammt von Joseph Trapanese in Zusammenarbeit mit Anthony Gonzales (M83). Herausgeber ist das Label Back Lot Music (Universal).
| Nr. | Titel                              | Länge |
| --- | ---------------------------------- | ----- |
| 1.  | Jack’s Dream                       | 1:22  |
| 2.  | Waking Up                          | 4:09  |
| 3.  | Tech 49                            | 5:58  |
| 4.  | StarWaves                          | 3:41  |
| 5.  | Odyssey Rescue                     | 4:08  |
| 6.  | Earth 2077                         | 2:22  |
| 7.  | Losing Control                     | 3:56  |
| 8.  | Canyon Battle                      | 5:57  |
| 9.  | Radiation Zone                     | 4:11  |
| 10. | You Can’t Save Her                 | 4:56  |
| 11. | Raven Rock                         | 4:33  |
| 12. | I’m Sending You Away               | 5:38  |
| 13. | Ashes of Our Fathers               | 3:30  |
| 14. | Temples of Our Gods                | 3:14  |
| 15. | Fearful Odds                       | 3:09  |
| 16. | Undimmed by Time, Unbound by Death | 2:26  |
| 17. | Oblivion (feat. Susanne Sundfør)   | 5:56  |

## Synchronisation
| Rolle                 | Darsteller/in         | Deutsche Synchronstimme |
| --------------------- | --------------------- | ----------------------- |
| Jack Harper           | Tom Cruise            | Patrick Winczewski      |
| Malcolm Beech         | Morgan Freeman        | Klaus Sonnenschein      |
| Julia Rusakova Harper | Olga Kurylenko        | Julia Kaufmann          |
| Victoria „Vika“ Olsen | Andrea Riseborough    | Luise Helm              |
| Sykes                 | Nikolaj Coster-Waldau | Peter Flechtner         |
| Sally                 | Melissa Leo           | Silke Matthias          |

## Einspielergebnis
Am Eröffnungswochenende im April 2013 spielte der Film in den USA in 3.783 Kinos 37,05 Millionen US-Dollar und außerhalb der USA 60,42 Millionen US-Dollar ein, wobei der Film in Japan noch nicht erschienen war (Filmpremiere am 31. Mai 2013).
Der Film hat mit einem Produktionsbudget von 120 Millionen US-Dollar weltweit etwa 286 Millionen US-Dollar eingespielt, davon in den USA über 89 Millionen US-Dollar und in der restlichen Welt mehr als 197 Millionen US-Dollar. In Deutschland hat der Film in den Kinos am Eröffnungswochenende umgerechnet 2,6 Millionen und insgesamt etwa 8,8 Millionen US-Dollar eingespielt.
Im Jahr 2013 wurden bundesweit 854.412 Besucher des Films an den deutschen Kinokassen gezählt, womit der Film den 40. Platz der meistbesuchten Filme des Jahres belegte.

## Auszeichnungen
Die Deutsche Film- und Medienbewertung (FBW) verlieh dem Film das Prädikat „besonders wertvoll“.

## Weiteres
Der im Jahr 2009 erschienene Film Moon stimmt in zentralen Aspekten mit der Handlung von Oblivion überein, so bauen in beiden Filmen u. a. Klone ohne Kenntnis voneinander Ressourcen auf einem sonst unbesiedelten Himmelskörper zur Energieversorgung der Menschheit ab.

## Kritiken
Der Film erhielt gemischte Kritiken. Die Rezensionssammlung Rotten Tomatoes listet über 259 Kritiken, von denen 54 % einen positiven Tenor haben. Der Metascore bei Metacritic betrug 54 von 100.

„Dass Joseph Kosinski ursprünglich Werbespots drehte, merkt man seinem Kinodebüt Tron: Legacy ebenso an wie Oblivion, der Verfilmung einer Graphic Novel des Regisseurs. In hochauflösenden Digitalbildern etablieren Kosinski und sein Production-Designer Darren Gilford ein auf Hochglanz poliertes Setting. Im Zusammenspiel mit den stark stilisierten Bildern von Claudio Miranda (Life of Pi), dem treibenden Elektro-Soundtrack und der offensiven Tonspur, die mit einer neuen Surround-Technik arbeitet, präsentiert sich ‚Oblivion‘ als audiovisuell beeindruckende Designer-Dystopie mit Anleihen bei Science-Fiction-Filmen wie Matrix oder Minority Report.“

„Der Regisseur Joseph Kosinski gilt als Visionär. Doch seinem neuen Film ‚Oblivion‘ mit Tom Cruise fehlt es an Charakteren und Konflikten.“

„[Der Film] ist eine Mischung aus La jetée – Am Rande des Rollfelds, 2001: Odyssee im Weltraum, Planet der Affen, Die totale Erinnerung – Total Recall und Wall-E. Er macht einem bewusst, dass wenig übrig ist, was man noch über die Zukunft sagen kann. (Aus dem Englischen übersetzt)“

„Das Problem mit ‚Oblivion‘ ist, […] dass der Film aus lauter kleinen Stückchen zusammengestrickt ist, die viel bessere Weltraum-Geschichten und -Ideen, Einbildungen und Charaktere in einem wachrufen. […] ‚Oblivion‘ geht an keiner Stelle über diese Vorbilder hinaus und wird damit nichts anderes als eine dünne Kopie. (Aus dem Englischen übersetzt)“

„Oblivion ist ein visuell beeindruckender und origineller Science-Fiction-Blockbuster, der sich jedoch am Ende in seiner twistreichen Story verirrt. Während Tom Cruise gewohnt gute Leistungen abliefert, ist Olga Kurylenko mit ihrem einseitigen Spiel beliebig austauschbar. Ein Film, der mehr sein will, jedoch daran scheitert.“

„Oblivion […] raubt dem Zuschauer mit seinen imposanten Aufnahmen einer lebensfeindlichen Zukunft den Atem.“